# Liste der Anime-Titel (1900–1945)
Dies ist eine chronologisch sortierte Liste der Anime-Titel von 1900 bis 1945.

## 1917
| Name                                               | Alternative Namen                        | Veröffentlichungsjahr | Studio(s) |
| -------------------------------------------------- | ---------------------------------------- | --------------------- | --------- |
| Chamebō: Kūkijū no Maki                            |                                          | 1917 als Kurzfilm     | Nikkatsu  |
| Chamebō Shin Gacho: Nomi Fūfu no Shikaeshi no Maki |                                          | 1917 als Kurzfilm     | Nikkatsu  |
| Chamebō-zu: Uotsuri no Maki                        |                                          | 1917 als Kurzfilm     | Nikkatsu  |
| Chiri mo Tsumoreba Yama to Naru                    |                                          | 1917 als Kurzfilm     | Nikkatsu  |
| Chokin no Susume                                   |                                          | 1917 als Kurzfilm     | Nikkatsu  |
| Hanasaka Jijii                                     | 花咲爺, Old Man Hanasaka                 | 1917 als Kurzfilm     | Nikkatsu  |
| Hanawa Konai Meitō no Maki                         | Hanawa Konai's Famous Sword              | 1917 als Kurzfilm     | Nikkatsu  |
| Imokawa Mukuzō Genkanban no Maki                   | 芋川椋三玄関番の巻                       | 1917 als Kurzfilm     | Nikkatsu  |
| Itazura no Post                                    |                                          | 1917 als Kurzfilm     | Nikkatsu  |
| Namakura Gatana                                    | なまくら刀, Hanawa Hekonai Meitō no Maki | 1917 als Kurzfilm     |           |
| Sarukani Gassen                                    | The Crab Gets Its Revenge on the Monkey  | 1917 als Kurzfilm     |           |
| Yme no Jitensha                                    |                                          | 1917 als Kurzfilm     | Nikkatsu  |

## 1918
| Name                               | Alternative Namen                 | Veröffentlichungsjahr | Studio(s) |
| ---------------------------------- | --------------------------------- | --------------------- | --------- |
| Kintarō                            |                                   | 1918 als Kurzfilm     | Nikkatsu  |
| Momotarō                           | 桃太郎, The Peach Boy             | 1918 als Kurzfilm     | Nikkatsu  |
| Shita-Kiri Suzume                  |                                   | 1918 als Kurzfilm     | Nikkatsu  |
| Tarō no Bampei: Sensui-kan no Maki |                                   | 1918 als Kurzfilm     | Nikkatsu  |
| Urashima Tarō                      |                                   | 1918 als Kurzfilm     | Nikkatsu  |
| Usagi to Kame                      | 兎と亀, The Hare and the Tortoise | 1918 als Kurzfilm     |           |

## 1919
| Name           | Alternative Namen | Veröffentlichungsjahr | Studio(s) |
| -------------- | ----------------- | --------------------- | --------- |
| Gatten Tokubei |                   | 1919 als Kurzfilm     | Nikkatsu  |

## 1924
| Name                            | Alternative Namen                                                | Veröffentlichungsjahr | Studio(s)    |
| ------------------------------- | ---------------------------------------------------------------- | --------------------- | ------------ |
| Akagaki Genzō: Tokuri no Wakare | 赤垣源蔵徳利の別れ, Genzo Performs a Ceremony with a Parting Cup | 1924 als Kurzfilm     | Asahi Cinema |
| Kemurigusa Monogatari           | 煙り草物語, The Story of the Smoke Weed                          | 1924 als Kurzfilm     |              |
| Usagi to Kame                   | 兎と亀, Rabbit and Tortoise                                      | 1924 als Kurzfilm     | Kitayama     |

## 1925
| Name                      | Alternative Namen                                             | Veröffentlichungsjahr | Studio(s)               |
| ------------------------- | ------------------------------------------------------------- | --------------------- | ----------------------- |
| Kokka o Sukue             |                                                               | 1925 als Kurzfilm     | Sumikazu Eiga           |
| Nonkina Tosan Ryugu Mairi | ノンキナトウサン竜宮参り, Easy Going Old Man Visits the Ryugu | 1925 als Kurzfilm     | Misugaya Eiga Seisakujo |
| Obasuteyama               | 姥捨山, The Mountain Where Old Women Are Abandoned            | 1925 als Kurzfilm     |                         |
| Shisei Sasshin            |                                                               | 1925 als Kurzfilm     | Sumikazu Eiga           |
| Sukesuke Shinohara        |                                                               | 1925 als Kurzfilm     | Asahi Kinema            |
| Yosan Seiji               |                                                               | 1925 als Kurzfilm     | Sumikazu Eiga           |

## 1926
| Name                       | Alternative Namen                                    | Veröffentlichungsjahr | Studio(s) |
| -------------------------- | ---------------------------------------------------- | --------------------- | --------- |
| Baguda-jo no Tozoku        |                                                      | 1926 als Kurzfilm     |           |
| Saiyuki Songoku Monogatari | 遊記孫悟空物語, Journey to the West: Songoku's Story | 1926 als Kurzfilm     |           |

## 1927
| Name         | Alternative Namen        | Veröffentlichungsjahr | Studio(s)              |
| ------------ | ------------------------ | --------------------- | ---------------------- |
| Kujira       | 鯨, The Whale            | 1927 als Kurzfilm     |                        |
| Tako no Hone | 蛸の骨, The Octopus Bone | 1927 als Kurzfilm     | Yokohama Cinema Shōkai |

## 1928
| Name                   | Alternative Namen                                            | Veröffentlichungsjahr | Studio(s)              |
| ---------------------- | ------------------------------------------------------------ | --------------------- | ---------------------- |
| Bunbuku Chagama        | 文福茶釜, Raccoon That Helped a Junk Man, The Bunbuku Teapot | 1928 als Kurzfilm     | Yokohama Cinema Kyokai |
| Dōbutsu Olympic Taikai | 動物オリムピック大会, Animal Olympic Games                   | 1928 als Kurzfilm     | Yokohama Cinema Shōkai |
| Nihonichi no Momotaro  | 日本一の桃太郎, Momotaro Is Japan's Greatest                 | 1928 als Kurzfilm     | Takamasa Eiga          |

## 1929
| Name      | Alternative Namen | Veröffentlichungsjahr | Studio(s)              |
| --------- | ----------------- | --------------------- | ---------------------- |
| Kobu Tori | Removing the Lump | 1929 als Kurzfilm     | Yokohama Cinema Kyokai |

## 1930
| Name          | Alternative Namen              | Veröffentlichungsjahr | Studio(s)              |
| ------------- | ------------------------------ | --------------------- | ---------------------- |
| Saru Masamune | 猿正宗, Monkey Masamune        | 1930 als Kurzfilm     | Yokohama Cinema Kyokai |
| Sekisho       | お関所, The Inspection Station | 1930 als Kurzfilm     |                        |

## 1931
| Name             | Alternative Namen      | Veröffentlichungsjahr | Studio(s)              |
| ---------------- | ---------------------- | --------------------- | ---------------------- |
| Haru no Uta      | 春の唄, Song of Spring | 1931 als Kurzfilm     | Chiyogami Eigasha      |
| Sora no Momataro | 空の桃太郎             | 1931 als Kurzfilm     | Yokohama Cinema Kyokai |

## 1933
| Name                        | Alternative Namen                                          | Veröffentlichungsjahr | Studio(s)  |
| --------------------------- | ---------------------------------------------------------- | --------------------- | ---------- |
| Chikara to Onna no Yononaka | 力と女の世の中, Strength, Women, and the Ways of the World | 1933 als Kurzfilm     | Masaoka    |
| Entotsuya Perō              | , 煙突屋ペローChimney Sweep Pero                           | 1933 als Kurzfilm     | Kyoto Doei |
| Osaru no Taigyo             | The Monkey's Big Catch                                     | 1933 als Kurzfilm     |            |
| Ugokie Kori no Tatehiki     | 動絵狐狸達引, Movie: The Fox Versus the Racoon             | 1933 als Kurzfilm     | P.C.L      |

## 1934
| Name                                | Alternative Namen                                | Veröffentlichungsjahr | Studio(s)                 |
| ----------------------------------- | ------------------------------------------------ | --------------------- | ------------------------- |
| Genroku Koi Moyō: Sankichi to Osayo | 元禄恋模様 三吉とおさよ, Love in the Genroku Era | 1934 als Kurzfilm     | Nihon Manga Film Kenkyūjo |
| Norakuro Gocho                      | のらくろ伍長, Corporal Norakuro                  | 1934 als Kurzfilm     | Yokohama Cinema Kyokai    |
| Tsukinomiya no Ōjosama              | Princess of the Moon Palace                      | 1934 als Kurzfilm     | Yokohama Cinema Shōkai    |

## 1935
| Name                                   | Alternative Namen                                             | Veröffentlichungsjahr | Studio(s)                 |
| -------------------------------------- | ------------------------------------------------------------- | --------------------- | ------------------------- |
| Ban Dan’emon Bakemono Taiji no Maki    | 塙団右衛門化物退治の巻, Bandanemon the Monster Exterminator   | 1935 als Kurzfilm     | Nihon Manga Film Kenkyūjo |
| Ban Dan’emon Shōjōji no Tanuki-bayashi |                                                               | 1935 als Kurzfilm     | Nihon Manga Film Kenkyūjo |
| Chagama Ondo                           | 茶釜音頭, The Dance of the Chagamas                           | 1935 als Kurzfilm     |                           |
| Tā-chan no Kaitei Ryokō                | ターちゃんの海底旅行, Tahchan's Trip to the Bottom of the Sea | 1935 als Kurzfilm     | Masaoka                   |
| Yowamushi Chinsengumi                  | 弱虫珍選組                                                    | 1935 als Kurzfilm     | Kon Ichikawa              |

## 1936
| Name                         | Alternative Namen                           | Veröffentlichungsjahr | Studio(s)              |
| ---------------------------- | ------------------------------------------- | --------------------- | ---------------------- |
| Chinkoro Heihei Tamatebako   | ちんころ平々玉手箱, Chinkoro's Precious Box | 1936 als Kurzfilm     | Chiyogami Eigasha      |
| Izakaya no Ichiya            | 居酒屋の一夜, A Night At the Pub            | 1936 als Kurzfilm     | Yokohama Cinema Kyokai |
| Mabō no Dai Kyōsō            |                                             | 1936 als Kurzfilm     | Satō Eiga Seisaku-sho  |
| Mabō no Tōkyō Olympic Taikai |                                             | 1936 als Kurzfilm     | Satō Eiga Seisaku-sho  |

## 1937
| Name                   | Alternative Namen | Veröffentlichungsjahr | Studio(s)             |
| ---------------------- | ----------------- | --------------------- | --------------------- |
| Mabō no Shōnen Kōkūtai |                   | 1937 als Kurzfilm     | Satō Eiga Seisaku-sho |

## 1938
| Name                  | Alternative Namen | Veröffentlichungsjahr | Studio(s)             |
| --------------------- | ----------------- | --------------------- | --------------------- |
| Mabō no Tairiku Hikyō |                   | 1938 als Kurzfilm     | Satō Eiga Seisaku-sho |

## 1939
| Name                  | Alternative Namen                      | Veröffentlichungsjahr | Studio(s)             |
| --------------------- | -------------------------------------- | --------------------- | --------------------- |
| Benkei tai Ushiwaka   | べんけい対ウシワカ                     | 1939 als Kurzfilm     | Nihon Doga Kenkyujo   |
| Kachikachi Yama       | The Hare Gets Revenge Over the Raccoon | 1939 als Kurzfilm     |                       |
| Mabō no Muteki Kaigun |                                        | 1939 als Kurzfilm     | Satō Eiga Seisaku-sho |

## 1940
| Name                       | Alternative Namen                                      | Veröffentlichungsjahr | Studio(s)             |
| -------------------------- | ------------------------------------------------------ | --------------------- | --------------------- |
| Kintarō Taiiku Nikki       | キンタロー体育日記, Kintaro’s Physical Education Diary | 1940 als Kurzfilm     | Hiromasa Manga Eiga   |
| Mabō no Kinoshita Tokijirō |                                                        | 1940 als Kurzfilm     | Satō Eiga Seisaku-sho |

## 1941
| Name                | Alternative Namen        | Veröffentlichungsjahr | Studio(s)                 |
| ------------------- | ------------------------ | --------------------- | ------------------------- |
| Ari-chan            | Ant Boy                  | 1941 als Kurzfilm     | Geijutsu Eigasha          |
| Fuku-chan no Kishū  |                          | 1941 als Kurzfilm     |                           |
| Karita Bōshi        | かりた帽子, Borrowed Hat | 1941 als Kurzfilm     |                           |
| Mabō no Shiken Hikō |                          | 1941 als Kurzfilm     | Satō Eiga Seisaku-sho     |
| Umi no Kaiheidan    | The Sea Sailing Gang     | 1941 als Film         | Nihon Manga Film Kenkyūjo |

## 1942
| Name                                           | Alternative Namen       | Veröffentlichungsjahr | Studio(s)             |
| ---------------------------------------------- | ----------------------- | --------------------- | --------------------- |
| Kaguya-hime                                    | かぐや姫, Moon Princess | 1942 als Kurzfilm     | Asahi Eigasha         |
| Mabō no Nankai Funsenki                        |                         | 1942 als Kurzfilm     | Satō Eiga Seisaku-sho |
| Mabō no Tairiku Sembutai: Circus no Maki       |                         | 1942 als Kurzfilm     | Satō Eiga Seisaku-sho |
| Mabō no Tairiku Sembutai: Hizoku Taiji no Maki |                         | 1942 als Kurzfilm     | Satō Eiga Seisaku-sho |
| Mabō no Tekketsu Rikusen                       |                         | 1942 als Kurzfilm     | Satō Eiga Seisaku-sho |

## 1943
| Name                   | Alternative Namen                                      | Veröffentlichungsjahr | Studio(s)              |
| ---------------------- | ------------------------------------------------------ | --------------------- | ---------------------- |
| Kumo to Tulip          | くもとちゅうりっぷ, Kumo to Chūlippu, Spider and Tulip | 1943 als Kurzfilm     | Shōchiku Dōga Kenkyūjo |
| Mabō no Rakkasan Butai | Mabo's Paratrooping Unit                               | 1943 als Kurzfilm     | Satō Eiga Seisaku-sho  |
| Malay Okikaisen        | マレー沖海戦                                           | 1943 als Kurzfilm     |                        |
| Momotarō no Umiwashi   | 桃太郎の海鷲, Momotaro and Eagles                      | 1943 als Film         | Geijutsu Eigasha       |
| Nippon Banzai          | ニッポンバンザイ                                       | 1943 als Kurzfilm     | Asahi Eigasha          |
| Tokyu Nikudansen       |                                                        | 1943 als Kurzfilm     | Shochiku Doga Kenkyujo |

## 1944
| Name                   | Alternative Namen                         | Veröffentlichungsjahr | Studio(s) |
| ---------------------- | ----------------------------------------- | --------------------- | --------- |
| Fuku-chan no Sensuikan | フクちゃんの潜水艦, Fuku-chan’s Submarine | 1944 als Kurzfilm     |           |
| Uwanosora Hakase       |                                           | 1944 als Kurzfilm     |           |

## 1945
| Name                     | Alternative Namen                                      | Veröffentlichungsjahr | Studio(s)              |
| ------------------------ | ------------------------------------------------------ | --------------------- | ---------------------- |
| Momotarō: Umi no Shinpei | 桃太郎 海の神兵, Momotarō – Divine Soldiers of the Sea | 1945 als Film         | Shōchiku Dōga Kenkyūjo |